# Dreiband-Weltmeisterschaft 2001

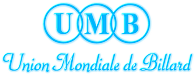
Logo UMB (ausrichtender Verband)

Veranstaltungsort: Luxemburg (Stadt)

Die Dreiband-Weltmeisterschaft 2001 fand vom 25. bis 28. Oktober in Luxemburg (Stadt) (Luxemburg) statt. Erstmals fand eine Dreiband-WM in Luxemburg statt.

## Geschichte
Raymond Ceulemans, der vor dem Turnier bekanntgegeben hatte, dass er seine letzte Einzel-WM spielt, gewann sensationell nach 38 (!) Jahren seinen insgesamt 21. Dreiband-Weltmeister-Titel. In der Gruppenphase konnte ihm der Däne Tonny Carsen noch mit 2:1 Sätzen bezwingen. Die Revanche gelang Ceulemans im Halbfinale. Nach 1:2 Satzrückstand konnte er noch mit 3:2 Sätzen gewinnen. Im Finale hatte der Italiener Marco Zanetti wenig Chancen. Ceulemans führte schnell mit 2:0 Sätzen und gewann schließlich mit 3:1 Sätzen. Für eine Überraschung sorgte der Mexikaner Luis Miguel Avila. Erst wurde er Gruppenerster vor Ex-Weltmeister Dick Jaspers und im Viertelfinale schlug er einen weiteren Ex-Weltmeister mit Torbjörn Blomdahl. In der Endabrechnung gewann er nach Arturo Bone (1987 in Kairo) die zweite Bronzemedaille für Mexiko im Dreiband.

## Modus
Gespielt wurde das Turnier mit 31 Teilnehmern. In den Gruppenspielen und im Spiel um Platz drei wurde auf zwei Gewinnsätze à 15 Points gespielt. Ab dem Achtelfinale ging es um drei Gewinnsätze pro Spiel.

## Gruppenphase
| MP    | Match Punkte (Sieger = 2; Unentschieden = 1; Verlierer = 0) |
| SV    | Satzverhältnis (nur bei Turnieren im Satzsystem)            |
| Pkte. | Erzielte Karambolagen                                       |
| Aufn. | benötigte Aufnahmen                                         |
| GD    | Generaldurchschnitt                                         |
| MGD   | Mannschafts-Generaldurchschnitt                             |
| BED   | Bester Einzeldurchschnitt eines Spielers                    |
| BEMD  | Bester Einzeldurchschnitt einer Mannschaft                  |
| BSD   | Bester Satzdurchschnitt eines Spielers                      |
| HS    | Höchstserie                                                 |
| WRP   | Weltranglistenpunkte                                        |

| Abschlusstabelle Gruppe A | Abschlusstabelle Gruppe A | Abschlusstabelle Gruppe A | Abschlusstabelle Gruppe A | Abschlusstabelle Gruppe A | Abschlusstabelle Gruppe A | Abschlusstabelle Gruppe A | Abschlusstabelle Gruppe A | Abschlusstabelle Gruppe A |
| Platz                     | Name                      | MP                        | SV                        | Pkte                      | Aufn.                     | GD                        | BED                       | HS                        |
| ------------------------- | ------------------------- | ------------------------- | ------------------------- | ------------------------- | ------------------------- | ------------------------- | ------------------------- | ------------------------- |
| 1                         | Luis Miguel Avila         | 6:0                       | 6:1                       | 99                        | 80                        | 1,237                     | 1,764                     | 14                        |
| 2                         | Dick Jaspers              | 4:2                       | 5:4                       | 107                       | 81                        | 1,320                     | 1,782                     | 8                         |
| 3                         | Francis Connesson         | 2:4                       | 3:5                       | 81                        | 73                        | 1,109                     | 1,600                     | 6                         |
| 4                         | Tayfun Taşdemir           | 0:6                       | 2:6                       | 90                        | 83                        | 1,084                     | –                         | 6                         |

| Abschlusstabelle Gruppe B | Abschlusstabelle Gruppe B | Abschlusstabelle Gruppe B | Abschlusstabelle Gruppe B | Abschlusstabelle Gruppe B | Abschlusstabelle Gruppe B | Abschlusstabelle Gruppe B | Abschlusstabelle Gruppe B | Abschlusstabelle Gruppe B |
| Platz                     | Name                      | MP                        | SV                        | Pkte                      | Aufn.                     | GD                        | BED                       | HS                        |
| ------------------------- | ------------------------- | ------------------------- | ------------------------- | ------------------------- | ------------------------- | ------------------------- | ------------------------- | ------------------------- |
| 1                         | Torbjörn Blomdahl         | 6:0                       | 6:1                       | 100                       | 67                        | 1,492                     | 2,307                     | 12                        |
| 2                         | Andreas Efler             | 4:2                       | 4:4                       | 99                        | 84                        | 1,178                     | 1,535                     | 9                         |
| 3                         | Nikos Polychronopoulos    | 2:4                       | 4:4                       | 86                        | 68                        | 1,264                     | 2,727                     | 12                        |
| 4                         | Hisham Saad               | 0:6                       | 1:6                       | 48                        | 55                        | 0,872                     | –                         | 4                         |

| Abschlusstabelle Gruppe C | Abschlusstabelle Gruppe C | Abschlusstabelle Gruppe C | Abschlusstabelle Gruppe C | Abschlusstabelle Gruppe C | Abschlusstabelle Gruppe C | Abschlusstabelle Gruppe C | Abschlusstabelle Gruppe C | Abschlusstabelle Gruppe C |
| Platz                     | Name                      | MP                        | SV                        | Pkte                      | Aufn.                     | GD                        | BED                       | HS                        |
| ------------------------- | ------------------------- | ------------------------- | ------------------------- | ------------------------- | ------------------------- | ------------------------- | ------------------------- | ------------------------- |
| 1                         | Semih Saygıner            | 6:0                       | 7:3                       | 131                       | 81                        | 1,617                     | 1,900                     | 8                         |
| 2                         | Pedro Piedrabuena         | 4:2                       | 6:6                       | 136                       | 94                        | 1,446                     | 1,464                     | 6                         |
| 3                         | Christian Rudolph         | 2:4                       | 3:7                       | 96                        | 86                        | 1,116                     | 1,782                     | 7                         |

| Abschlusstabelle Gruppe D | Abschlusstabelle Gruppe D | Abschlusstabelle Gruppe D | Abschlusstabelle Gruppe D | Abschlusstabelle Gruppe D | Abschlusstabelle Gruppe D | Abschlusstabelle Gruppe D | Abschlusstabelle Gruppe D | Abschlusstabelle Gruppe D |
| Platz                     | Name                      | MP                        | SV                        | Pkte                      | Aufn.                     | GD                        | BED                       | HS                        |
| ------------------------- | ------------------------- | ------------------------- | ------------------------- | ------------------------- | ------------------------- | ------------------------- | ------------------------- | ------------------------- |
| 1                         | Tonny Carlsen             | 6:0                       | 6:1                       | 98                        | 48                        | 2,041                     | 3,000                     | 9                         |
| 2                         | Raymond Ceulemans         | 4:2                       | 5:3                       | 106                       | 57                        | 1,859                     | 2,307                     | 9                         |
| 3                         | Martin Horn               | 2:4                       | 2:4                       | 60                        | 48                        | 1,250                     | 1,764                     | 7                         |
| 4                         | Luis Aveiga               | 0:6                       | 1:6                       | 60                        | 50                        | 1,200                     | –                         | 7                         |

| Abschlusstabelle Gruppe E | Abschlusstabelle Gruppe E | Abschlusstabelle Gruppe E | Abschlusstabelle Gruppe E | Abschlusstabelle Gruppe E | Abschlusstabelle Gruppe E | Abschlusstabelle Gruppe E | Abschlusstabelle Gruppe E | Abschlusstabelle Gruppe E |
| Platz                     | Name                      | MP                        | SV                        | Pkte                      | Aufn.                     | GD                        | BED                       | HS                        |
| ------------------------- | ------------------------- | ------------------------- | ------------------------- | ------------------------- | ------------------------- | ------------------------- | ------------------------- | ------------------------- |
| 1                         | Takamitsu Arakawa         | 4:2                       | 5:3                       | 99                        | 101                       | 0,980                     | 1,071                     | 6                         |
| 2                         | Ramón Rodriguez           | 4:2                       | 4:3                       | 86                        | 74                        | 1,162                     | 1,764                     | 10                        |
| 3                         | Jacob Haack-Sørensen      | 4:2                       | 4:4                       | 101                       | 77                        | 1,311                     | 1,708                     | 7                         |
| 4                         | Jaime Bedoya              | 0:6                       | 3:6                       | 96                        | 88                        | 1,090                     | –                         | 9                         |

| Abschlusstabelle Gruppe F | Abschlusstabelle Gruppe F | Abschlusstabelle Gruppe F | Abschlusstabelle Gruppe F | Abschlusstabelle Gruppe F | Abschlusstabelle Gruppe F | Abschlusstabelle Gruppe F | Abschlusstabelle Gruppe F | Abschlusstabelle Gruppe F |
| Platz                     | Name                      | MP                        | SV                        | Pkte                      | Aufn.                     | GD                        | BED                       | HS                        |
| ------------------------- | ------------------------- | ------------------------- | ------------------------- | ------------------------- | ------------------------- | ------------------------- | ------------------------- | ------------------------- |
| 1                         | Michael Nilsson           | 4:2                       | 5:2                       | 94                        | 77                        | 1,220                     | 1,500                     | 7                         |
| 2                         | Dion Nelin                | 4:2                       | 4:4                       | 97                        | 77                        | 1,259                     | 1,321                     | 7                         |
| 3                         | Raimond Burgman           | 2:4                       | 3:4                       | 75                        | 72                        | 1,041                     | 1,500                     | 8                         |
| 4                         | Jorge Theriaga            | 2:4                       | 2:4                       | 76                        | 56                        | 1,357                     | 1,666                     | 5                         |

| Abschlusstabelle Gruppe G | Abschlusstabelle Gruppe G | Abschlusstabelle Gruppe G | Abschlusstabelle Gruppe G | Abschlusstabelle Gruppe G | Abschlusstabelle Gruppe G | Abschlusstabelle Gruppe G | Abschlusstabelle Gruppe G | Abschlusstabelle Gruppe G |
| Platz                     | Name                      | MP                        | SV                        | Pkte                      | Aufn.                     | GD                        | BED                       | HS                        |
| ------------------------- | ------------------------- | ------------------------- | ------------------------- | ------------------------- | ------------------------- | ------------------------- | ------------------------- | ------------------------- |
| 1                         | Frédéric Caudron          | 4:2                       | 4:2                       | 67                        | 48                        | 1,395                     | 2,307                     | 10                        |
| 2                         | Daniel Sánchez            | 4:2                       | 4:3                       | 95                        | 62                        | 1,532                     | 2,307                     | 10                        |
| 3                         | Kim Chul-min              | 4:2                       | 4:3                       | 65                        | 58                        | 1,120                     | 1,428                     | 8                         |
| 4                         | Jean Paul de Bruijn       | 0:6                       | 2:6                       | 74                        | 75                        | 0,986                     | –                         | 7                         |

| Abschlusstabelle Gruppe H | Abschlusstabelle Gruppe H | Abschlusstabelle Gruppe H | Abschlusstabelle Gruppe H | Abschlusstabelle Gruppe H | Abschlusstabelle Gruppe H | Abschlusstabelle Gruppe H | Abschlusstabelle Gruppe H | Abschlusstabelle Gruppe H |
| Platz                     | Name                      | MP                        | SV                        | Pkte                      | Aufn.                     | GD                        | BED                       | HS                        |
| ------------------------- | ------------------------- | ------------------------- | ------------------------- | ------------------------- | ------------------------- | ------------------------- | ------------------------- | ------------------------- |
| 1                         | Marco Zanetti             | 6                         | 6:1                       | 99                        | 54                        | 1,833                     | 2,000                     | 10                        |
| 2                         | Enrique Penalva           | 4                         | 5:3                       | 98                        | 74                        | 1,324                     | 1,363                     | 10                        |
| 3                         | Fonsy Grethen             | 2                         | 2:5                       | 85                        | 72                        | 1,180                     | 1,135                     | 7                         |
| 4                         | Ly The Vinh               | 0                         | 2:6                       | 75                        | 81                        | 0,925                     | –                         | 7                         |

## Finalrunde
Im Folgenden ist der Turnierbaum der Finalrunde aufgelistet.
|  | Achtelfinale Best of 5 | Achtelfinale Best of 5 |                   |               | Viertelfinale Best of 5 | Viertelfinale Best of 5 |  |  | Halbfinale Best of 5 | Halbfinale Best of 5 |  |  | Finale Best of 5 | Finale Best of 5 |
|  |                        |                        |                   |               |                         |                         |  |  |                      |                      |  |  |                  |                  |
|  |                        |                        |                   |               |                         |                         |  |  |                      |                      |  |  |                  |                  |
|  | Raymond Ceulemans      | 3/1,500                |                   |               |                         |                         |  |  |                      |                      |  |  |                  |                  |
|  | Raymond Ceulemans      | 3/1,500                |                   |               |                         |                         |  |  |                      |                      |  |  |                  |                  |
|  | Takamitsu Arakawa      | 0/0,929                |                   |               |                         |                         |  |  |                      |                      |  |  |                  |                  |
|  | Takamitsu Arakawa      | 0/0,929                | Raymond Ceulemans | 3/1,363       |                         |                         |  |  |                      |                      |  |  |                  |                  |
|  |                        |                        | Raymond Ceulemans | 3/1,363       |                         |                         |  |  |                      |                      |  |  |                  |                  |
|  |                        | Michael Nilsson        | 2/1,302           |               |                         |                         |  |  |                      |                      |  |  |                  |                  |
|  | Michael Nilsson        | Michael Nilsson        | 2/1,302           | 3/1,736       |                         |                         |  |  |                      |                      |  |  |                  |                  |
|  | Michael Nilsson        |                        |                   | 3/1,736       |                         |                         |  |  |                      |                      |  |  |                  |                  |
|  | Daniel Sánchez         | 2/1,270                |                   |               |                         |                         |  |  |                      |                      |  |  |                  |                  |
|  | Daniel Sánchez         | 2/1,270                | Raymond Ceulemans | 3/1,666       |                         |                         |  |  |                      |                      |  |  |                  |                  |
|  |                        |                        | Raymond Ceulemans | 3/1,666       |                         |                         |  |  |                      |                      |  |  |                  |                  |
|  |                        | Tonny Carlsen          | 2/1,292           |               |                         |                         |  |  |                      |                      |  |  |                  |                  |
|  | Tonny Carlsen          | Tonny Carlsen          | 2/1,292           | 3/1,484       |                         |                         |  |  |                      |                      |  |  |                  |                  |
|  | Tonny Carlsen          |                        |                   | 3/1,484       |                         |                         |  |  |                      |                      |  |  |                  |                  |
|  | Ramón Rodriguez        | 1/1,250                |                   |               |                         |                         |  |  |                      |                      |  |  |                  |                  |
|  | Ramón Rodriguez        | 1/1,250                | Tonny Carlsen     | 3/1,851       |                         |                         |  |  |                      |                      |  |  |                  |                  |
|  |                        |                        | Tonny Carlsen     | 3/1,851       |                         |                         |  |  |                      |                      |  |  |                  |                  |
|  |                        | Dion Nelin             | 1/1,538           |               |                         |                         |  |  |                      |                      |  |  |                  |                  |
|  | Dion Nelin             | Dion Nelin             | 1/1,538           | 3/1,758       |                         |                         |  |  |                      |                      |  |  |                  |                  |
|  | Dion Nelin             |                        |                   | 3/1,758       |                         |                         |  |  |                      |                      |  |  |                  |                  |
|  | Semih Saygıner         | 1/1,250                |                   |               |                         |                         |  |  |                      |                      |  |  |                  |                  |
|  | Semih Saygıner         | 1/1,250                | Raymond Ceulemans | 3/2,200       |                         |                         |  |  |                      |                      |  |  |                  |                  |
|  |                        |                        | Raymond Ceulemans | 3/2,200       |                         |                         |  |  |                      |                      |  |  |                  |                  |
|  |                        | Marco Zanetti          | 1/1,541           |               |                         |                         |  |  |                      |                      |  |  |                  |                  |
|  | Luis Miguel Ávila      | Marco Zanetti          | 1/1,541           | 3/1,062       |                         |                         |  |  |                      |                      |  |  |                  |                  |
|  | Luis Miguel Ávila      |                        |                   | 3/1,062       |                         |                         |  |  |                      |                      |  |  |                  |                  |
|  | Pedro Piedrabuena      | 2/0,920                |                   |               |                         |                         |  |  |                      |                      |  |  |                  |                  |
|  | Pedro Piedrabuena      | 2/0,920                | Luis Miguel Ávila | 3/1,529       |                         |                         |  |  |                      |                      |  |  |                  |                  |
|  |                        |                        | Luis Miguel Ávila | 3/1,529       |                         |                         |  |  |                      |                      |  |  |                  |                  |
|  |                        | Torbjörn Blomdahl      | 1/1,242           |               |                         |                         |  |  |                      |                      |  |  |                  |                  |
|  | Enrique Penalva        | Torbjörn Blomdahl      | 1/1,242           | 0/1,000       |                         |                         |  |  |                      |                      |  |  |                  |                  |
|  | Enrique Penalva        |                        |                   | 0/1,000       |                         |                         |  |  |                      |                      |  |  |                  |                  |
|  | Torbjörn Blomdahl      | 3/2,812                |                   |               |                         |                         |  |  |                      |                      |  |  |                  |                  |
|  | Torbjörn Blomdahl      | 3/2,812                | Luis Miguel Ávila | 0/1,100       |                         |                         |  |  |                      |                      |  |  |                  |                  |
|  |                        |                        | Luis Miguel Ávila | 0/1,100       |                         |                         |  |  |                      |                      |  |  |                  |                  |
|  |                        | Marco Zanetti          | 3/2,142           |               |                         |                         |  |  |                      |                      |  |  |                  |                  |
|  | Marco Zanetti          | Marco Zanetti          | 3/2,142           | 3/2,035       |                         |                         |  |  |                      |                      |  |  |                  |                  |
|  | Marco Zanetti          |                        |                   | 3/2,035       | Best of 3               |                         |  |  |                      |                      |  |  |                  |                  |
|  | Andreas Efler          | 1/1,148                |                   |               |                         |                         |  |  |                      |                      |  |  |                  |                  |
|  | Andreas Efler          | 1/1,148                | Marco Zanetti     | 3/1,833       |                         |                         |  |  |                      |                      |  |  |                  |                  |
|  |                        |                        | Marco Zanetti     | 3/1,833       | Spiel um Platz 3        |                         |  |  |                      |                      |  |  |                  |                  |
|  |                        | Dick Jaspers           | 1/1,724           |               |                         |                         |  |  |                      |                      |  |  |                  |                  |
|  | Dick Jaspers           | Dick Jaspers           | 1/1,724           | 3/2,206       | Luis Miguel Ávila       | 2/1,764                 |  |  |                      |                      |  |  |                  |                  |
|  | Dick Jaspers           |                        |                   | 3/2,206       | Luis Miguel Ávila       | 2/1,764                 |  |  |                      |                      |  |  |                  |                  |
|  | Frédéric Caudron       | 2/1,964                |                   | Tonny Carlsen | 0/1,250                 |                         |  |  |                      |                      |  |  |                  |                  |

## Abschlusstabelle
| Endklassement   | Endklassement              | Endklassement          | Endklassement | Endklassement | Endklassement | Endklassement | Endklassement | Endklassement | Endklassement | Endklassement |
| Phase           | Platz                      | Name                   | MP            | SV            | Pkte          | Aufn.         | GD            | BED           | HS            |               |
| --------------- | -------------------------- | ---------------------- | ------------- | ------------- | ------------- | ------------- | ------------- | ------------- | ------------- | ------------- |
| Finale          | 1                          | Raymond Ceulemans      | 12:2          | 17:8          | 336           | 198           | 1,696         | 2,307         | 13            |               |
| Finale          | 2                          | Marco Zanetti          | 12:2          | 16:6          | 293           | 157           | 1,866         | 2,142         | 10            |               |
| Halb- finale    | 3                          | Luis Miguel Ávila      | 12:2          | 271           | 215           | 14:7          | 1,260         | 1,764         | 14            |               |
| Halb- finale    | 4                          | Tonny Carsen           | 10:4          | 14:8          | 270           | 165           | 1,636         | 3,000         | 9             |               |
| Viertel- finale | 5                          | Torbjörn Blomdahl      | 8:2           | 10:4          | 186           | 116           | 1,603         | 2,812         | 12            |               |
| Viertel- finale | 6                          | Michael Nilsson        | 6:4           | 10:7          | 216           | 158           | 1,367         | 1,736         | 8             |               |
| Viertel- finale | 7                          | Dick Jaspers           | 6:4           | 9:9           | 221           | 139           | 1,589         | 2,206         | 10            |               |
| Viertel- finale | 8                          | Dion Nelin             | 6:4           | 8:8           | 188           | 132           | 1,424         | 1,758         | 7             |               |
| Achtel- finale  | 9                          | Semih Saygıner         | 6:4           | 8:6           | 166           | 109           | 1,522         | 1,900         | 8             |               |
| Achtel- finale  | 10                         | Frédéric Caudron       | 4:4           | 6:5           | 122           | 76            | 1,605         | 2,307         | 10            |               |
| Achtel- finale  | 11                         | Daniel Sánchez         | 4:4           | 6:6           | 142           | 99            | 1,434         | 2,307         | 10            |               |
| Achtel- finale  | 12                         | Enrique Penalva        | 4:4           | 5:6           | 113           | 89            | 1,269         | 1,363         | 9             |               |
| Achtel- finale  | 13                         | Ramón Rodriguez        | 4:4           | 5:6           | 126           | 106           | 1,188         | 1,764         | 10            |               |
| Achtel- finale  | 14                         | Takamitsu Arakawa      | 4:4           | 5:6           | 125           | 129           | 0,968         | 1,071         | 6             |               |
| Achtel- finale  | 15                         | Andreas Efler          | 4:4           | 5:7           | 130           | 111           | 1,171         | 1,535         | 9             |               |
| Achtel- finale  | 16                         | Pedro Piedrabuena      | 4:6           | 8:9           | 194           | 157           | 1,235         | 1,464         | 6             |               |
| Gruppen- phase  | 17                         | Kim Chul-min           | 4:2           | 4:3           | 65            | 58            | 1,120         | 1,428         | 8             |               |
| Gruppen- phase  | 18                         | Jacob Haak-Sörensen    | 4:2           | 4:4           | 101           | 77            | 1,311         | 1,708         | 7             |               |
| Gruppen- phase  | 19                         | Nikos Polychronopoulos | 2:4           | 4:4           | 86            | 68            | 1,264         | 2,727         | 12            |               |
| Gruppen- phase  | 20                         | Raimond Burgman        | 2:4           | 3:4           | 75            | 72            | 1,041         | 1,500         | 8             |               |
| Gruppen- phase  | 21                         | Francis Connesson      | 2:4           | 3:5           | 81            | 73            | 1,109         | 1,600         | 6             |               |
| Gruppen- phase  | 22                         | Martin Horn            | 2:4           | 2:4           | 60            | 48            | 1,250         | 1,764         | 7             |               |
| Gruppen- phase  | 23                         | Fonsy Grethen          | 2:4           | 2:5           | 85            | 72            | 1,180         | 1,135         | 7             |               |
| Gruppen- phase  | 24                         | Christian Rudolph      | 2:6           | 3:7           | 96            | 86            | 1,116         | 1,782         | 7             |               |
| Gruppen- phase  | 25                         | Jorge Theriaga         | 2:4           | 2:4           | 76            | 56            | 1,357         | 1,666         | 5             |               |
| Gruppen- phase  | 26                         | Jaime Bedoya           | 0:6           | 3:6           | 96            | 88            | 1,090         | –             | 9             |               |
| Gruppen- phase  | 27                         | Tayfun Taşdemir        | 0:6           | 2:6           | 90            | 83            | 1,084         | –             | 6             |               |
| Gruppen- phase  | 28                         | Jean Paul de Bruijn    | 0:6           | 2:6           | 74            | 75            | 0,986         | –             | 7             |               |
| Gruppen- phase  | 29                         | Ly The Vinh            | 0:6           | 2:6           | 75            | 81            | 0,925         | –             | 7             |               |
| Gruppen- phase  | 30                         | Luis Aveiga            | 0:6           | 1:6           | 60            | 50            | 1,200         | –             | 7             |               |
| Gruppen- phase  | 31                         | Hisham Saad            | 0:6           | 1:6           | 48            | 55            | 0,872         | –             | 4             |               |
| Gruppen- phase  | Turnierdurchschnitt: 1,334 |                        |               |               |               |               |               |               |               |               |